# ابو حمص
ابو حمص نام شهر و شهرستانی در استان بحیره مصر است. 